# Himilce Novas
Himilce Novas (La Habana, 1944) es una escritora, historiadora, periodista y defensora de los derechos humanos estadounidense.

## Trayectoria
En 1960, su familia huyó a los Estados Unidos. Novas se educó en la ciudad de Nueva York, donde ha pasado la mayor parte de su vida.
Su obra abarca varias décadas y contiene tanto novelas como ensayos. Su obra publicada incluye poesía, obras de teatro, novelas, libros de consulta e incluso un libro de cocina sobre la cocina latinoamericana. Comenzó su carrera como escritora cuando era adolescente, cuando el premio Nobel Camilo José Cela publicó sus poemas en su revista literaria Papeles de son Armadans. Posteriormente, trabajó como periodista, editora de revistas y publicista de Vanidades, The New York Times, The Connoisseur, The Christian Science Monitor entre otras publicaciones.
Como activista de derechos humanos, Novas fue una de las primeras integrantes de la Organización Nacional de Mujeres. Continúa trabajando en nombre de las mujeres y de la comunidad LGBT y apareció en el libro Feminists Who Changed America, 1963–1975 (2006). Ha sido miembro de la junta directiva de Feministas Veteranas de América .
En 2011, Himilce Novas recibió el premio “Mujeres de Coraje” del Caucus Político Nacional de Mujeres. Entre otros ocho ganadores de 2011 se encuentran la representante Nancy Pelosi , el exsecretario de Trabajo Alexis Herman y la embajadora Mary Olmsted . El Caucus Político Nacional de Mujeres estableció los premios NWPC Women of Courage para honrar a las mujeres de diversos orígenes que han demostrado valentía al tomar una posición sobre o en contra de temas impopulares o controvertidos para promover los derechos civiles y la igualdad, y que tipifican el liderazgo de las mujeres. 
Como oradora pública y profesora invitada en instituciones educativas como Wellesley College, la Universidad de California, Santa Bárbara y la Universidad de Clark, Novas se ha especializado en una amplia gama de temas, incluidas sus propias obras de ficción y no ficción, la cultura latina, feminismo e historia y cultura LGBT. Mientras vivía en Santa Bárbara , Novas presentó el programa de entrevistas culturales de radio, The Novas Report, en KQSB 990-AM. Es colaboradora frecuente y ha trabajado como editora principal de The Multicultural Review.

## Obra

### Novelas
- 1996, Mangos, Bananas and Coconuts: A Cuban Love Story (ISBN 1-55885-092-9)
- 2005, Princess Papaya (ISBN 1-55885-436-3)

### Ensayos
- 1994, Everything You Need to Know About Latino History (2003;2008) (ISBN 978-1-4295-8826-3)
- 1995, Remembering Selena: A Tribute in Pictures and Words/Recordando Selena: Un tributo en palabras y fotos (con Rosemary Silva) (ISBN 0-679-44408-4)
- 1997, Latin American Cooking Across the USA (with Rosemary Silva, 1997) (ISBN 0-679-44408-4) (trans. La Buena Mesa)
- 1995, The Hispanic 100: A Ranking of the Latino Men and Women Who Have Most Influenced American Thought and Culture (ISBN 0-8065-1651-8)
- 1997, Passport Spain: Your Pocket Guide to Spanish Business, Customs & Etiquette (con Rosemary Silva) (ISBN 1-885073-35-6)
- 2004, Everything You Need to Know About Asian American History (con Lan Cao) (ISBN 0-452-28475-9)